# Compagnia Bianca
Die Compagnia Bianca del Falco (dt. Weiße Kompanie des Falken) oder einfach die Compagnia Bianca war eine bedeutende Söldnertruppe, die sich hauptsächlich aus ausländischen Söldnern zusammensetzte und im Europa des 14. Jahrhunderts aktiv war.

## Gründung
Die Compagnia Bianca, auch bekannt als die Truppe der Engländer, wurde 1361 von den Condottieri John Hawkwood und Albert Sterz nach dem Frieden von Brétigny zwischen Frankreich und England gegründet. Zahlreiche englische, französische und deutsche Abenteurer beteiligten sich an der Truppe, die meisten von ihnen Veteranen des Hundertjährigen Krieges. Der Name der Kompanie leitet sich von den weißen Abzeichen und Rüstungen ab, die die Mitglieder trugen.
Charakteristisch für diese Truppe war ihre Kampftaktik, die so genannte englische Form: In jeder Schlacht stiegen die Ritter von ihren Pferden ab und kämpften zu Fuß, ausgerüstet mit einer langen Lanze, um zu verhindern, dass die Pferde getötet wurden. Eine weitere Neuerung dieser Kompanie war die Verwendung des Bogens anstelle der Armbrust. Obwohl die Truppe überwiegend aus Engländern bestand, wurde das Kommando bei ihrer Gründung von Albert Sterz, auch bekannt als Alberto Tedesco, übernommen.

## Die Compagnia Bianca des Albert Sterz
Unter der Führung von Albert Sterz zählte sie 2.000 Lanzenreiter. Nachdem sie französische Gebiete angegriffen und verwüstet hatte, trat die Truppe 1362 zum ersten Mal in Italien in Erscheinung, als sie vom Marchese Johann II. von Montferrat zunächst gegen Galeazzo II. Visconti und dann gegen Amadeus VI. von Savoyen angeheuert wurde. Es wurden zahlreiche Dörfer erobert und die Gegner zogen sich zurück, bis ein Waffenstillstand geschlossen wurde. Dennoch kämpfte er 1363, immer noch im Sold der Montferrat, in Novara gegen die Grande Compagnia des Grafen Landau, die er besiegte und vernichtete.
Nach dieser siegreichen Schlacht ging die Compagnia Bianca im Krieg gegen Florenz in den Sold von Pisa über. Die Miliz wuchs auf 3.500 Reiter und 2.000 Fußsoldaten an. Das Gebiet um Florenz wurde belagert, aber die Stadt wurde nicht erobert; die benachbarten Vorstädte wurden jedoch geplündert und zerstört. Am Ende der Schlacht zahlten die Pisaner eine hohe Summe und ein Teil der Truppe verließ mit Sterz das Gebiet. Im Jahr 1364, nach der Niederlage gegen die Florentiner in der Schlacht von Cascina, wurde die Compagnia Bianca aufgelöst.

## Die Compagnia Bianca des John Hawkwood

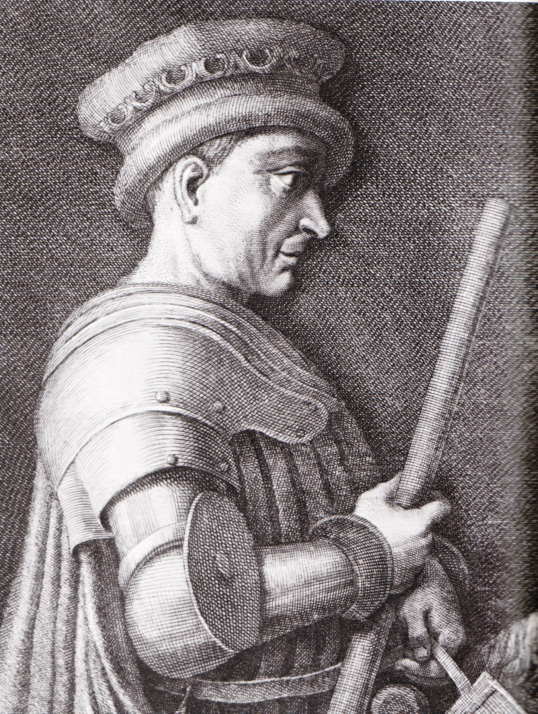
John Hawkwood in einer Gravur

Die Compagnia Bianca wurde von John Hawkwood, der das Kommando übernahm, erneut gegründet und es schlossen sich alle Mitglieder an, die wie Hawkwood beschlossen hatten, im Sold von Pisa zu bleiben. Die Zahl der Soldaten belief sich auf etwa 5.000 Mann. Unter dem Kommando des englischen Befehlshabers unterschied sich die Truppe von anderen, z. B. den deutschen, durch ihre Loyalität gegenüber ihren Auftraggebern und erfüllten die meisten Verträge. Weiterhin im Sold der Pisaner und als Verbündete des Kirchenstaates nahm sie 1375 am Krieg der Acht Heiligen gegen Florenz teil, der drei Jahre dauerte und nach erbitterten und harten Kämpfen, darunter dem Massaker von Cesena, mit einem Waffenstillstand endete.
Im Jahr 1378 trat die Compagnia Bianca in den Sold von Florenz über. Im Jahr 1387 trat sie in den Dienst der Da Carrara gegen Verona, deren Milizen von Giovanni Ordelaffi und Ostasio II. da Polenta angeführt wurden. In der siegreichen Schlacht von Castagnaro gelang es die gegnerischen Condottieri zu besiegen. Dieser Erfolg verschaffte Hawkwood großen Ruhm.
Ab 1390 stand sie wieder im Sold von Florenz, für das sie die ständigen Angriffe der Visconti-Truppen abwehrte.